# 郡山シティーマラソン
郡山市シティマラソン大会（こおりやまシティマラソンたいかい）は、福島県郡山市で毎年4月に開催されるマラソン大会である。2011年と2020年は中止。

## 概要
参加者は約8,000人。当日は郡山総合地方卸売市場や郡山カルチャーパーク周辺に出場者用の駐車場が用意され、会場までの無料シャトルバスが運転される。
コースは郡山総合運動場開成山陸上競技場を発着し、さくら通りを西へ向かい、逢瀬公園付近（距離によってはその手前）で折り返すルート。

## 運営
- 主催：郡山シティーマラソン大会実行委員会（郡山市、郡山市教育委員会、郡山市陸上競技協会、福島民報社）
- 協賛：大東銀行、ネッツトヨタ郡山、大塚製薬
- 主管：郡山市陸上競技協会

## 部門・種目
5種類の距離で34種目がある。（第25回大会）
- ハーフマラソン
  - 一般男子18歳以上
  - 一般男子60歳以上
  - 一般女子18歳以上
  - 一般女子50歳以上
- 10km
  - 一般男子18歳以上
  - 一般男子60歳以上
  - 高校男子
  - 一般女子18歳以上
  - 一般女子50歳以上
- 5km
  - 一般男子18歳以上
  - 一般男子60歳以上
  - 中学男子
  - 一般女子18歳以上
  - 一般女子50歳以上
  - 高校女子
  - 車イス競技用車
- 3km
  - 一般男子60歳以上
  - 一般女子50歳以上
  - 中学女子
- 1.5km
  - 小学男子1年生
  - 小学女子1年生
  - 小学男子2年生
  - 小学女子2年生
  - 小学男子3年生
  - 小学女子3年生
  - 小学男子4年生
  - 小学女子4年生
  - 小学男子5年生
  - 小学女子5年生
  - 小学男子6年生
  - 小学女子6年生
  - 小学男子（1～3年）と保護者
  - 小学女子（1～3年）と保護者
  - 車イス生活用車